# 西村宏堂
西村 宏堂（にしむら こうどう、1989年2月13日 - ）は、東京都出身の僧侶、LGBTQ人権活動家。実家は都内にある浄土宗寺院。 ニューヨークのパーソンズ美術大学の卒業後、2012年から2019年までアメリカでメイクアップアーティストして活動。その後は“ハイヒールを履いたお坊さん“と呼ばれメディア出演や出版、講演などを行っている。

## 来歴
1989年東京都港区生まれ。アメリカ・ボストンのDean Collegeでリベラルアーツ学部を卒業、その後ニューヨークの美術大学Parsons School of Designにてファインアートを専攻し卒業。ニューヨークでメイクアップアーティストのアシスタント経験を積み、ロサンゼルスのヘアメイク学校Makeup DesignoryのFashion Makeup Artistry Programを修了しディプロマを取得。アメリカに11年に住み、ニューヨークに拠点にミス・ユニバースやハリウッドで著名人のメイクを担当した。日本での美容師免許は取得していない。
2015年に浄土宗教師の資格取得。LGBTQ人権活動家として国内外で講演し、2021年にはTIME誌「Next Generation Leaders」に選出された。2022 年のNHK紅白歌合戦ではゲスト審査員に選ばれた。 番組中に話した「両親へのカミングアウト時に支えてくれた友人とは、出場歌手のPerfumeの音楽がきっかけで友情が深まった」というコメントが話題になった。VOGUE JAPAN 2023年9月号の小島慶子との対談記事内で、コロンビア人の男性と同性パートナーシップを結んだことを発表した。

## 出演

### 講演会
- 早稲田大学「LA在住メイクアップアーティストx僧侶xLGBTQ ～ダイバーシティ溢れる生き方〜」（2018年7月5日）
- 浄土宗総合研究所 公開シンポジウム「法然上人にみる平等思想一LGBTを考える視座として」（2019年2月25日）
- イェール大学「Budahism and Sexuality」(2019年4月8日）
- 国連人口基金（UNFPA）ニューヨーク本部（2019年4月17日）
- 慶應義塾大学 国際センター（2019年5月14日）
- 築地本願寺和田堀廟所 公開講座「自分の個性を受け入れる大切さ 〜LGBTQ、メイクアップアーティスト、僧侶として～」（2019年9月22 日）
- ボストン大学オンラインイベント「VIRTUAL PRIDE」（2020年6月1日）
- TEDxWasedal Youtubeライブ講演（2020年7月19日）
- 全日本仏教会 Web公開シンポジウム「仏教とSDGs 現代社会における仏教の平等性とは 〜LGBTQの視点から考える〜」（2020年11月5 日）
- Let's talk! in TOKYO 様々な立場から生理について考える／世界の「生理」についての考え方（2021年7月4日）
- 国連人口基金（UNFPA) 「命」をつなぐインスタライブ（2021年8月13日）
- 国連人口基金（UNFPA) #Stopデジタル暴力 トークイベント（2021年11月25日）
- 国連SDG ACTION ZONE 2023（2023年9月21日）

### テレビ番組
- 第73回NHK紅白歌合戦（2022年12月31日、NHK総合・ラジオ第1） - ゲスト審査員

## 著書
- 『正々堂々 私が好きな私で生きていいんだ』（2020年7月27日、サンマーク出版）
- "This Monk Wears Heels:Be Who You Are"（2022年2月8日、Watkins Publishing/U.K.）
- "Der Mönch in High Heels" (2022 Droemer Knaur/Germany)
- "Un Moine En Talons Aiguilles" (2022 Guy Trédaniel/France)
- "Munk, kes kannab kontsi" (2022  Sinisukk/Estonia)
- "Este Monje Usa Tacones" (2022 Amat/Spain)
- "Il Monaco Sui Tacchi A Spillo" (2023 Ubiliber/Italy）